# Pfofeld
Pfofeld ist eine Gemeinde im mittelfränkischen Landkreis Weißenburg-Gunzenhausen. Die Gemeinde ist Mitglied der Verwaltungsgemeinschaft Gunzenhausen.

## Geografie

### Geografische Lage

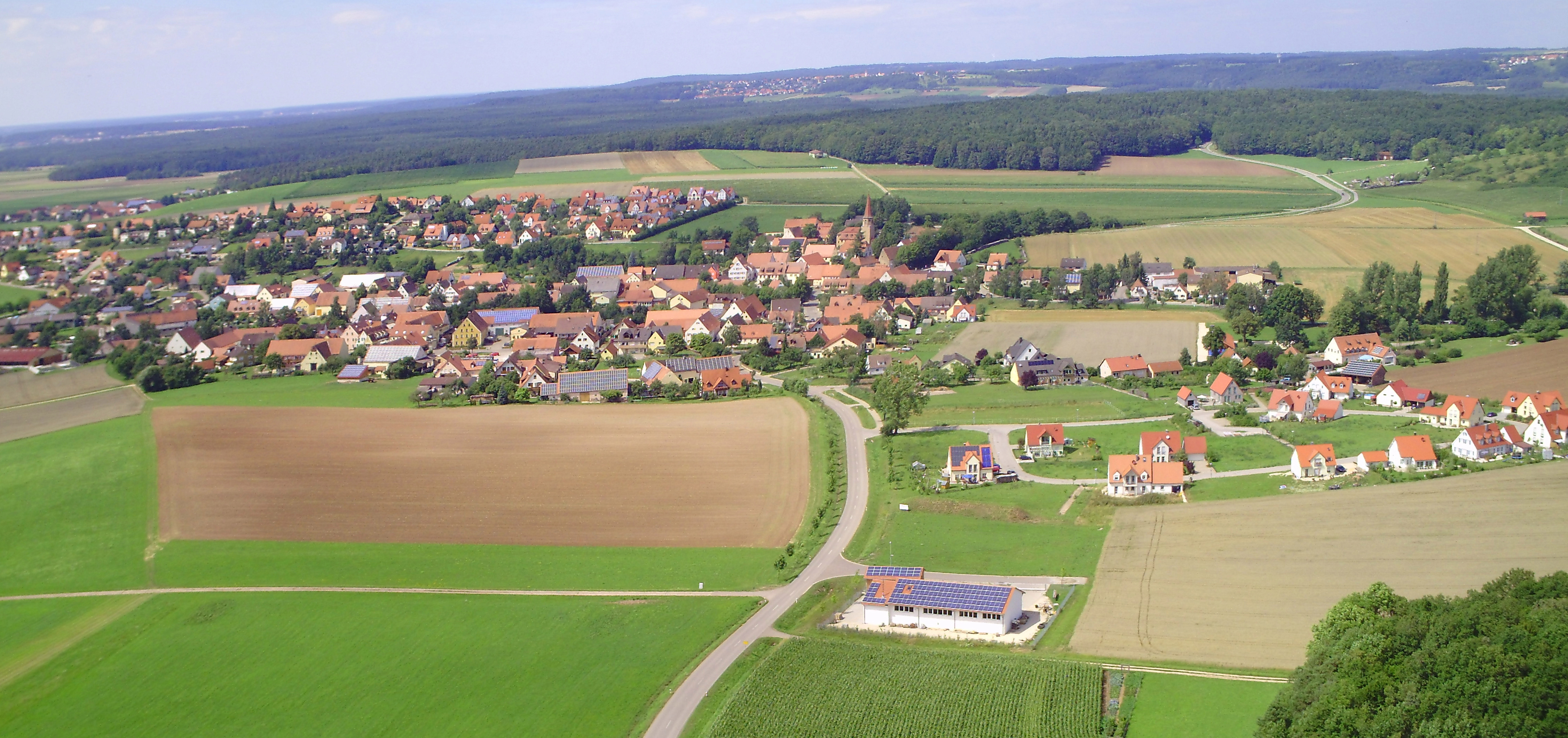
Pfofeld Luftaufnahme Panorama (2010)

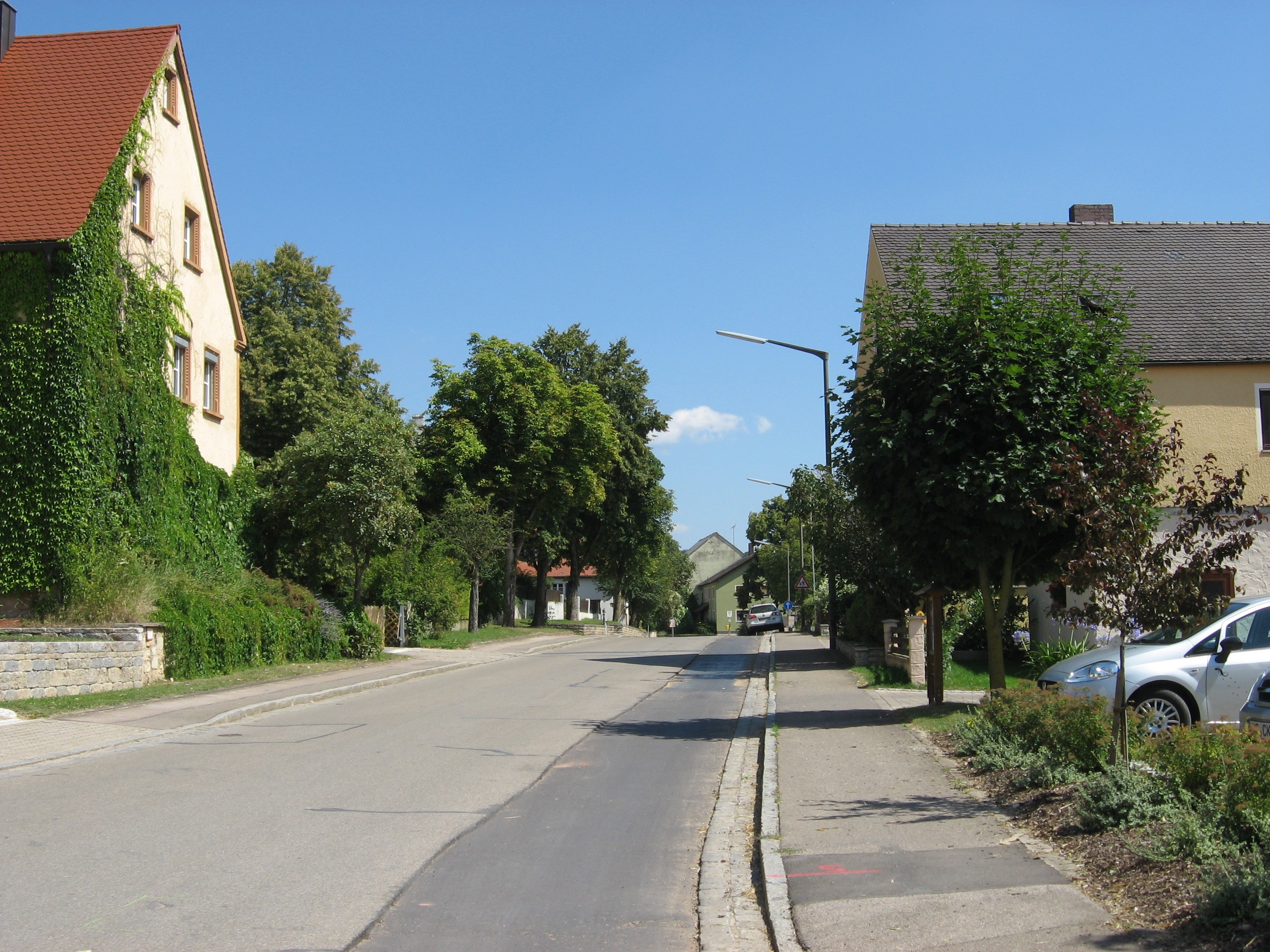
Pfofeld innerorts

Pfofeld liegt in der Region Westmittelfranken, etwa fünf Kilometer östlich von Gunzenhausen. Auf Gemeindegebiet liegen im Norden teilweise der Große Brombachsee und seine Vorsperre Kleiner Brombachsee sowie der Altmühlüberleiter. Durch das Gemeindegebiet verlief in früherer Zeit der Limes. Die Europäische Hauptwasserscheide verläuft durch die Gemeinde und teilt die Einzugsgebiete von Rhein und Donau voneinander. Durch Pfofeld fließt der Dornhauser Mühlbach; auf Gemeindegebiet fließen ferner unter anderem der Bachwiesengraben und der Buxbach sowie die Brombach. Das Gemeindegebiet ist von Hügeln und Wäldern geprägt, darunter der Weißenberg und der Gräfensteinberger Wald. Nördlich von Pfofeld führt die Staatsstraße 2222 vorbei. Zur Gemeinde gehören die Naturschutzgebiete Brombachmoor und Halbinsel im Kleinen Brombachsee.

### Gemeindegliederung
Es gibt 9 Gemeindeteile (in Klammern ist der Siedlungstyp angegeben):
- Furthmühle (Einöde)
- Gundelshalm (Dorf)
- Hühnermühle (Weiler)
- Langlau (Kirchdorf)
- Neuherberg (Weiler)
- Pfofeld (Pfarrdorf)
- Rehenbühl (Dorf)
- Sorghof (Einöde)
- Thannhausen (Pfarrdorf)

Die Einöden Beutelmühle, Grafenmühle, Neumühle und Scheermühle wurden in den 1980er Jahren abgebrochen.
Auf dem Gemeindegebiet gibt es die Gemarkungen Pfofeld und Thannhausen. Die Gemarkung Pfofeld hat eine Fläche von 13,938 km². Sie ist in 1763 Flurstücke aufgeteilt, die eine durchschnittliche Flurstücksfläche von 7906,01 m² haben. In ihr liegen neben dem namensgebenden Ort die Gemeindeteile Furthmühle, Gundelshalm, Langlau und Rehenbühl.

### Nachbargemeinden
|              | Absberg, Haundorf                           |           |
| Gunzenhausen | Kompassrose, die auf Nachbargemeinden zeigt | Pleinfeld |
|              | Theilenhofen                                |           |

## Geschichte

### Bis zur Gemeindegründung
Die erste urkundliche Nennung von Pfofeld berichtet von einem Ortsadelsgeschlecht. Um 1180/90 war Dietericus de Pfaluelt (u = v) einer der Zeugen, als der Edle Adelold von Pfraunfeld und Adelheid ihr Gut in Pfraunfeld der Kirche des heiligen Johannes des Täufers in Rebdorf gestiftet haben.
Das Fürstentum Ansbach, das Hochstift Eichstätt, die Reichsstadt Weißenburg sowie die Deutschordensballei Franken beanspruchten hier die Herrschaft. Alle vier Institutionen gehörten ab 1500 zum Fränkischen Reichskreis. Erst 1796 konnte sich das seit 1792 preußische Fürstentum Ansbach durchsetzen. Im Vertrag von Paris (Februar 1806) fiel Pfofeld mit dem Fürstentum Ansbach durch Tausch an das Königreich Bayern. Mit dem Gemeindeedikt von 1818 entstand die politische Gemeinde.

### Eingemeindungen
Am 1. Mai 1978 wurden im Zuge der Gebietsreform in Bayern Teile der aufgelösten Gemeinde Thannhausen mit damals etwa 250 Einwohnern eingegliedert.

### Einwohnerentwicklung
- 1961: 1441 Einwohner[7]
- 1970: 1259 Einwohner[7]
- 1987: 1180 Einwohner
- 1991: 1296 Einwohner
- 1995: 1459 Einwohner
- 2000: 1443 Einwohner
- 2005: 1451 Einwohner
- 2010: 1502 Einwohner
- 2015: 1528 Einwohner

## Name und Wappen
Pfofeld trägt seinen Namen durch die Verbindung mit dem Limes. Pfofeld bedeutet so viel wie „Feld am Pfahl“, wobei Pfahl eine im Volksmund verbreitete Bezeichnung für den Limes ist. Vor der Steinmauer wurde die Grenze mit einer Holzpalisade, also mit Pfählen gesichert. Entsprechend besteht das Ortswappen symbolisch aus drei miteinander verbundenen Holzpfählen. Das Wappen besteht seit Juni 1961.
| Wappen von Pfofeld | Blasonierung: „In Schwarz drei hauptgespitzte silberne Pfähle, die durch silbernes Geflecht miteinander verbunden sind.“ |
| Wappen von Pfofeld | |

## Kultur und Sehenswürdigkeiten

### Bau- und Bodendenkmäler

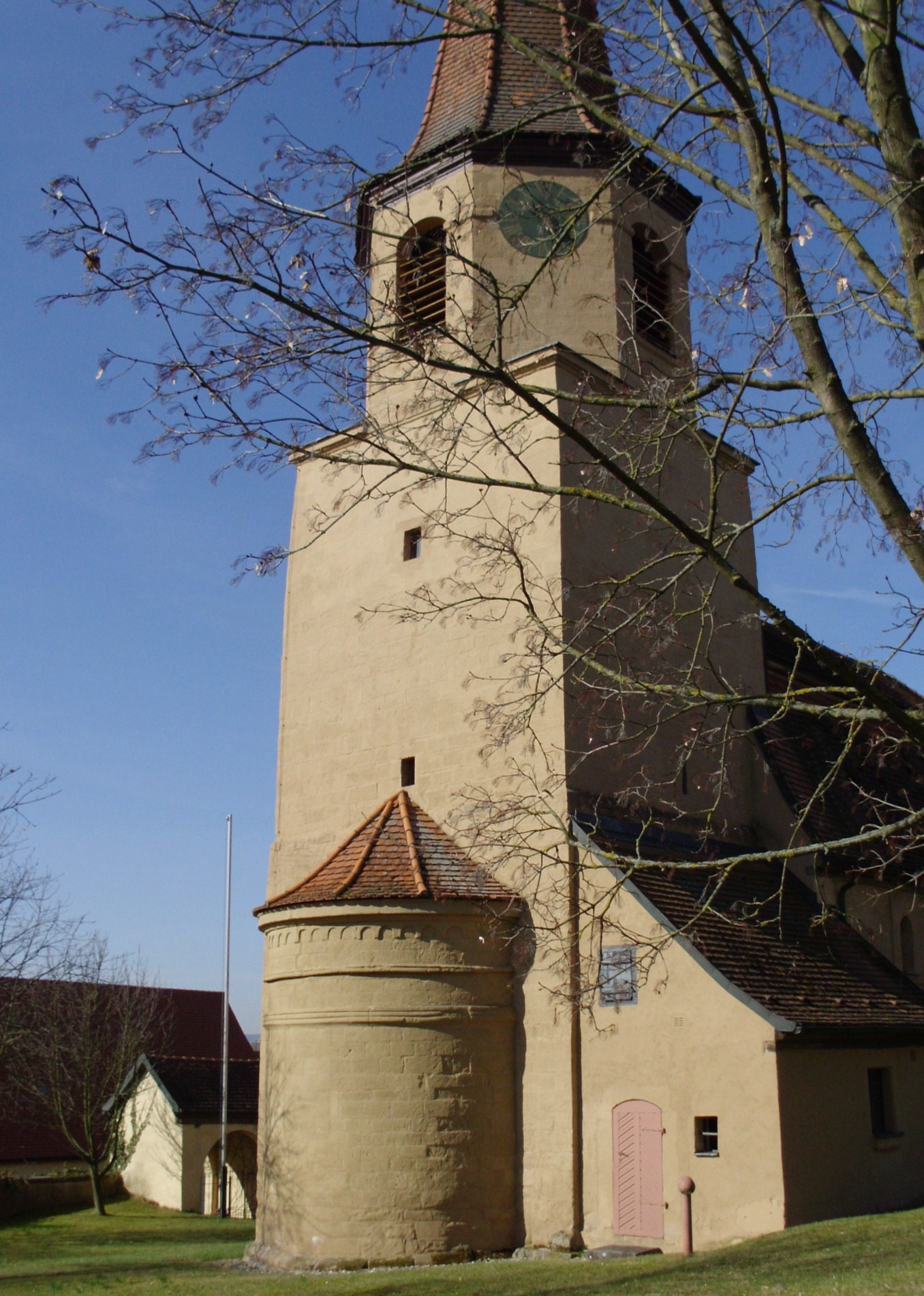
Pfarrkirche St. Michael mit romanischem Chor

- Die evangelisch-lutherische Pfarrkirche St. Michael ist die älteste Kirche im Altmühlgebiet, die romanische Bauweise ist noch klar zu erkennen. Sie ist mit spätgotischen Fresken geschmückt.[11]
- Südwestlich steht die Ruine der Heilig-Kreuz-Kapelle, einem ehemaligen Wallfahrtsort, die im Dreißigjährigen Krieg zerstört wurde.
- Im kleinen Wäldchen unmittelbar westlich von Pfofeld befindet sich ein mittelalterlicher Burgstall, der sogenannte Turmhügel Schlossbuck im Hag. Hier saß wohl der Pfofelder Ortsadel, der mit „Dietericus de [= von] Pfaluelt“ zwischen 1180 und 1190 genannt wurde.

### Naturschutzgebiete

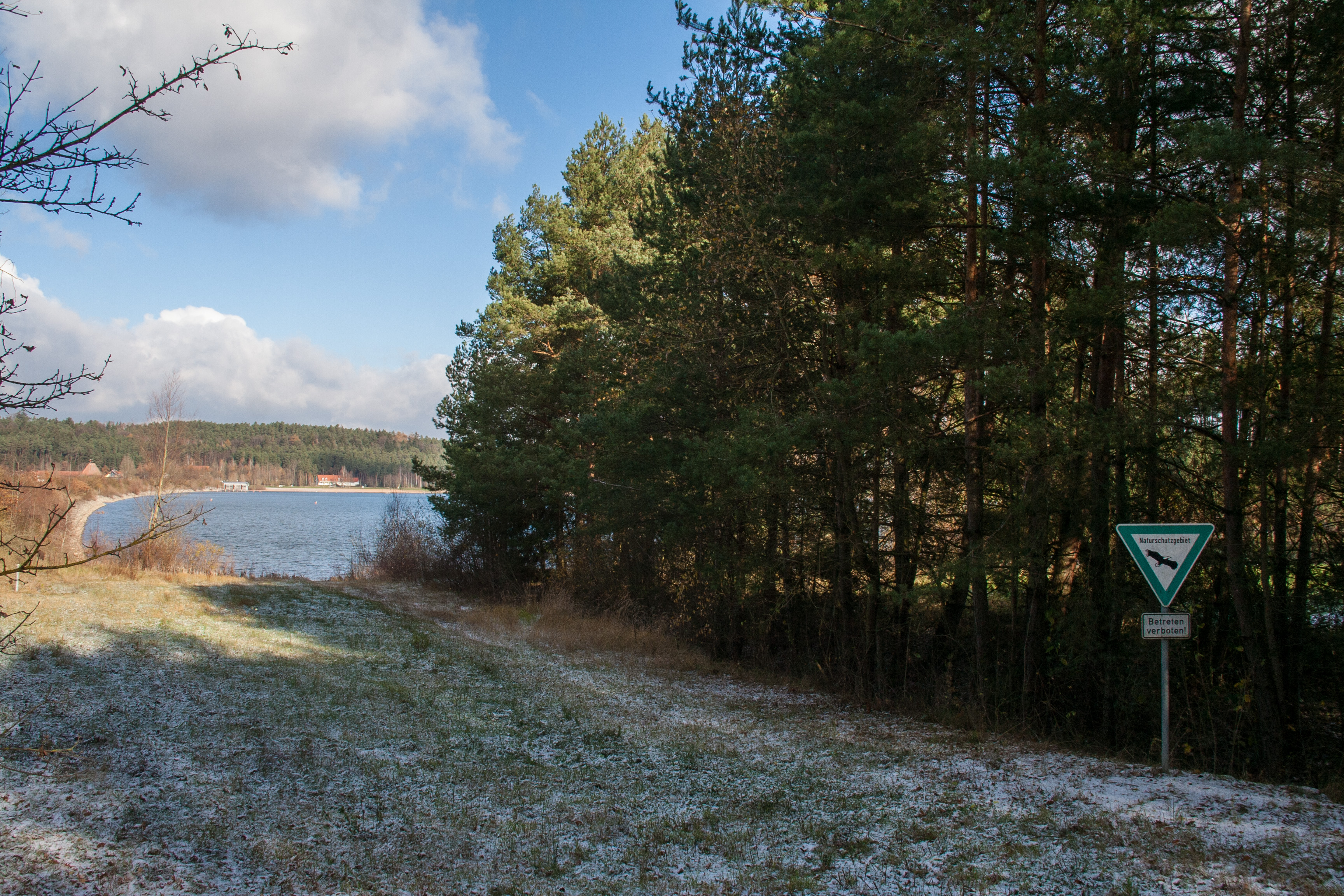
Naturschutzgebiet Grafenmühle

Auf dem Gemeindegebiet befinden sich die Naturschutzgebiete Brombachmoor, Halbinsel im Kleinen Brombachsee und Grafemühle am Südufer des Großen Brombachsees.

## Wirtschaft und Infrastruktur

### Verkehr
Durch Pfofeld verläuft die Kreisstraße WUG 1, die den Ort mit der Bundesstraße 13 verbindet.

#### Bahn
Die Anbindung an das Bahnnetz besteht im Gemeindeteil Langlau durch einen Haltepunkt (früher Bahnhof) der Bahnstrecke Gunzenhausen–Pleinfeld.
Mit der Wiederaufnahme des Bahnverkehrs über Gunzenhausen hinaus bis Wassertrüdingen am 15. Dezember 2024 und der Ausweitung des Zugangebotes (Linie RB 62) auf einen Stundentakt ab April 2025 muss Langlau wieder zum Kreuzungsbahnhof erweitert werden. Ein zweites Gleis und ein neuer Bahnsteig sind im Bau. Pfofeld-Langnau ist in das Tarifgebiet Großraum Nürnberg (VGN) integriert.

#### Radfernwege
Durch den Gemeindeteil Thannhausen führt der Deutsche Limes-Radweg. Er folgt dem Obergermanisch-Raetischen Limes über 818 km von Bad Hönningen am Rhein nach Regensburg an der Donau.

#### Fernwanderwege
Nördlich von Pfofeld verläuft der Limeswanderweg, ein Teilabschnitt des Deutschen Limes-Wanderwegs.

### Bildung
Im Jahr 1999 gab es folgende Einrichtungen:
- Kindergärten: 75 Kindergartenplätze mit 66 Kindern
- Eine Grundschule im Gemeindeteil Langlau

## Persönlichkeiten

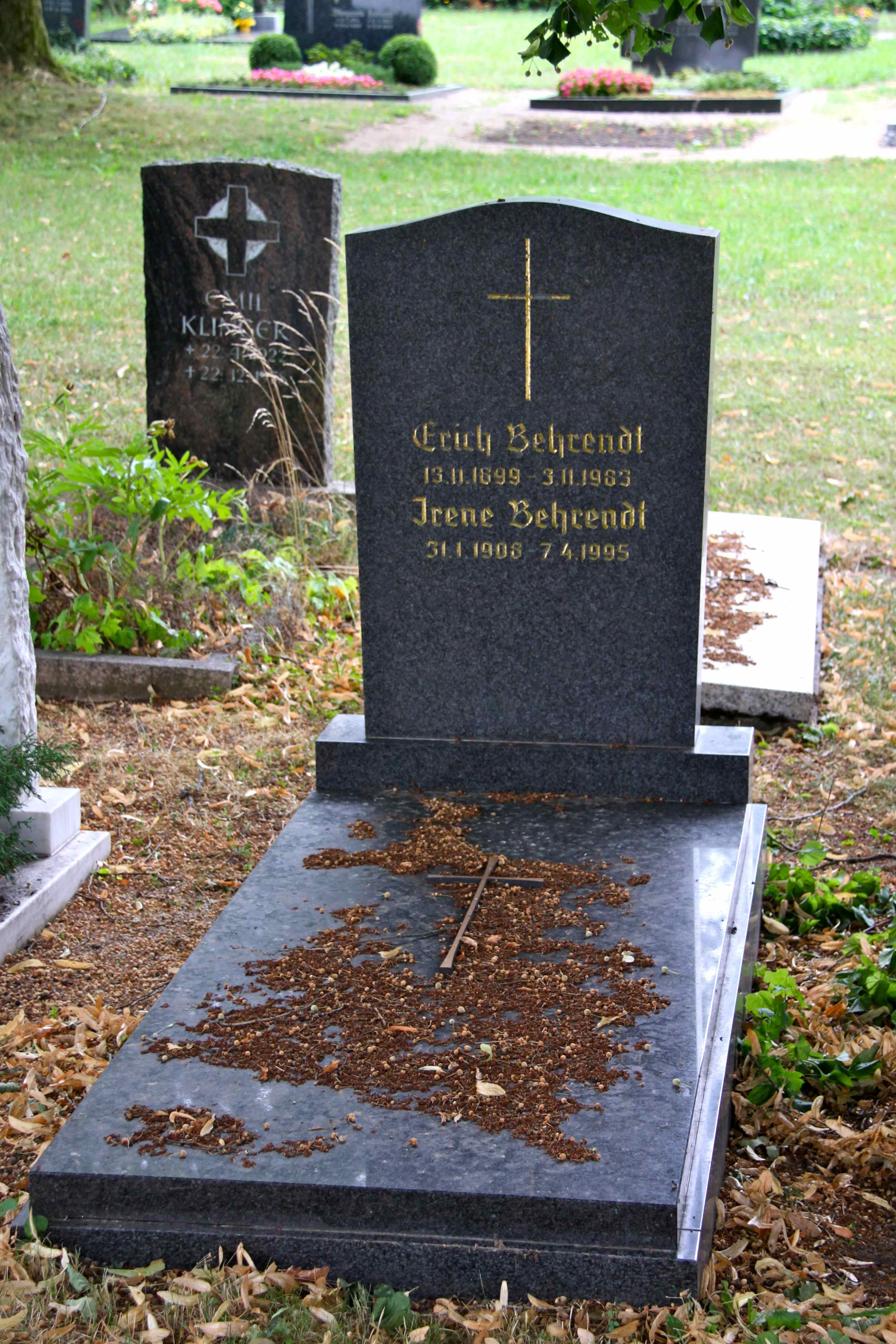
Grabstätte von Erich Behrendt in Langlau (2015)

- Erich Behrendt (1899–1983), Maler, Grafiker und Illustrator; verbrachte die letzten 16 Jahre seines Lebens in Langlau.